# Aoki Takeshi
Takeshi Aoki (青木 剛 Aoki Takeshi,  sinh ngày 28 tháng 9 năm 1982 ở Takasaki, Gunma, Nhật Bản)  là một cầu thủ bóng đá người Nhật Bản thi đấu cho câu lạc bộ Nhật Bản Roasso Kumamoto. Anh ra mắt quốc tế cho Nhật Bản vào ngày 20 tháng 8 năm 2008 trong trận giao hữu trước Uruguay tại Sapporo Dome.

## Thống kê sự nghiệp câu lạc bộ
Cập nhật đến ngày 23 tháng 2 năm 2017.
| Thành tích câu lạc bộ | Thành tích câu lạc bộ | Thành tích câu lạc bộ | Giải vô địch | Giải vô địch | Cúp                   | Cúp                   | Cúp Liên đoàn | Cúp Liên đoàn | Châu lục | Châu lục  | Tổng cộng | Tổng cộng |
| Mùa giải              | Câu lạc bộ            | Giải vô địch          | Số trận      | Bàn thắng    | Số trận               | Bàn thắng             | Số trận       | Bàn thắng     | Số trận  | Bàn thắng | Số trận   | Bàn thắng |
| Nhật Bản              | Nhật Bản              | Nhật Bản              | Giải vô địch | Giải vô địch | Cúp Hoàng đế Nhật Bản | Cúp Hoàng đế Nhật Bản | Cúp Liên đoàn | Cúp Liên đoàn | AFC      | AFC       | Tổng cộng | Tổng cộng |
| --------------------- | --------------------- | --------------------- | ------------ | ------------ | --------------------- | --------------------- | ------------- | ------------- | -------- | --------- | --------- | --------- |
| 2001                  | Kashima Antlers       | J1 League             | 8            | 0            | 0                     | 0                     | 0             | 0             | -        | -         | 8         | 0         |
| 2002                  | Kashima Antlers       | J1 League             | 13           | 0            | 4                     | 0                     | 7             | 0             | -        | -         | 24        | 0         |
| 2003                  | Kashima Antlers       | J1 League             | 27           | 1            | 4                     | 1                     | 4             | 0             | 3        | 1         | 38        | 3         |
| 2004                  | Kashima Antlers       | J1 League             | 20           | 0            | 3                     | 0                     | 6             | 0             | -        | -         | 29        | 0         |
| 2005                  | Kashima Antlers       | J1 League             | 32           | 0            | 2                     | 0                     | 6             | 0             | -        | -         | 40        | 0         |
| 2006                  | Kashima Antlers       | J1 League             | 31           | 2            | 4                     | 0                     | 6             | 0             | -        | -         | 41        | 2         |
| 2007                  | Kashima Antlers       | J1 League             | 30           | 0            | 5                     | 0                     | 10            | 0             | -        | -         | 45        | 0         |
| 2008                  | Kashima Antlers       | J1 League             | 34           | 2            | 2                     | 0                     | 2             | 0             | 8        | 0         | 46        | 2         |
| 2009                  | Kashima Antlers       | J1 League             | 33           | 0            | 3                     | 0                     | 2             | 0             | 6        | 2         | 44        | 2         |
| 2010                  | Kashima Antlers       | J1 League             | 23           | 0            | 5                     | 0                     | 2             | 0             | 6        | 0         | 36        | 0         |
| 2011                  | Kashima Antlers       | J1 League             | 23           | 0            | 3                     | 0                     | 3             | 0             | 7        | 0         | 36        | 0         |
| 2012                  | Kashima Antlers       | J1 League             | 28           | 0            | 5                     | 1                     | 9             | 0             | -        | -         | 42        | 1         |
| 2013                  | Kashima Antlers       | J1 League             | 34           | 2            | 2                     | 0                     | 7             | 0             | -        | -         | 43        | 2         |
| 2014                  | Kashima Antlers       | J1 League             | 18           | 1            | 1                     | 0                     | 2             | 0             | -        | -         | 21        | 1         |
| 2015                  | Kashima Antlers       | J1 League             | 21           | 0            | 1                     | 0                     | 3             | 0             | 2        | 0         | 27        | 0         |
| 2016                  | Kashima Antlers       | J1 League             | 1            | 0            | –                     | –                     | 4             | 0             | –        | –         | 5         | 0         |
| 2016                  | Sagan Tosu            | J1 League             | 7            | 0            | 2                     | 0                     | –             | –             | –        | –         | 9         | 0         |
| Tổng cộng sự nghiệp   | Tổng cộng sự nghiệp   | Tổng cộng sự nghiệp   | 383          | 8            | 46                    | 2                     | 73            | 0             | 32       | 3         | 534       | 13        |

## Thống kê sự nghiệp đội tuyển quốc gia

### Số lần ra sân trong các giải đấu lớn
| Đội bóng | Giải đấu                          | Thể loại | Số trận | Số trận | Bàn thắng | Thành tích đội bóng |
| Đội bóng | Giải đấu                          | Thể loại | Start   | Sub     | Bàn thắng | Thành tích đội bóng |
| -------- | --------------------------------- | -------- | ------- | ------- | --------- | ------------------- |
| Nhật Bản | Vòng loại Cúp bóng đá châu Á 2011 | ĐTQG     | 1       | 0       | 0         | Vào vòng trong      |

| Đội tuyển quốc gia Nhật Bản | Đội tuyển quốc gia Nhật Bản | Đội tuyển quốc gia Nhật Bản |
| Năm                         | Số trận                     | Bàn thắng                   |
| --------------------------- | --------------------------- | --------------------------- |
| 2008                        | 1                           | 0                           |
| 2009                        | 1                           | 0                           |
| Tổng                        | 2                           | 0                           |

## Danh hiệu
- A3 Vô địch Cup – 2003
- J. League Division 1 – 2001, 2007, 2008, 2009
- Cúp Hoàng đế Nhật Bản – 2007
- J. League Cup – 2002
- Siêu cúp Nhật Bản – 2009